# Fénykép

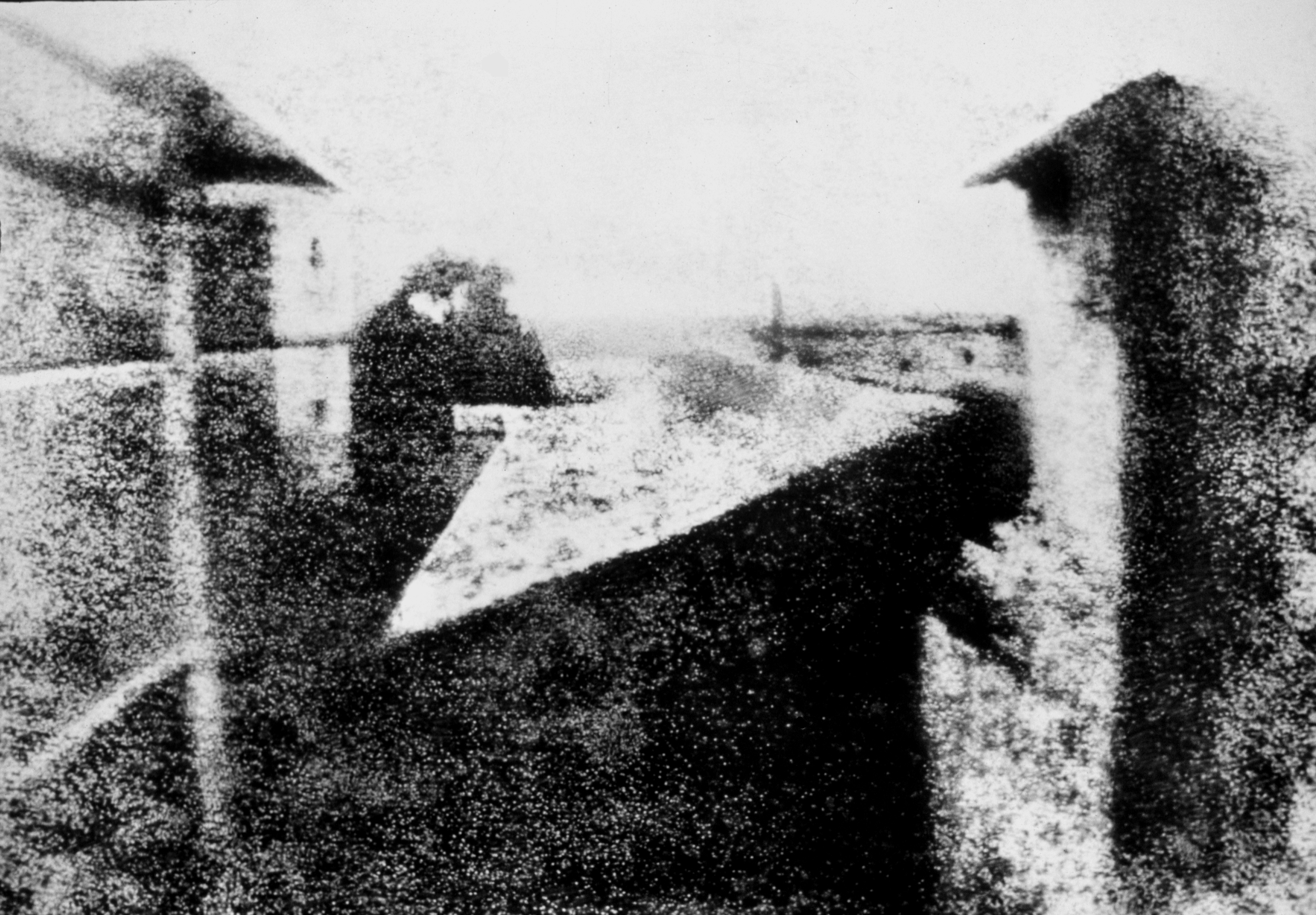
Az első fotográfia: Joseph Nicéphore Niépce: Kilátás a dolgozószobából (heliográfia, 1826 v. 1827)

A fénykép valakinek vagy valaminek optikai úton, fényérzékeny anyagra vegyi eljárással vagy elektronikusan rögzített, kinyomtatott képe.

## Története
Már az őskorban is voltak törekvések bizonyos mozzanatok, dolgok, tárgyak megörökítésére. Ilyen például a kb. 20 000 éves, bölényt ábrázoló barlangrajz is, a spanyolországi Altamira-barlang falán. Ezen alkotások többnyire vallási, figyelmeztető, felidéző jelleggel jöttek létre, majd az írás megjelenésével (i. e. 2. évezred), erőteljesebb ok-okozati viszony figyelhető meg a festmények létrejötténél. Ezt követően a reneszánszban, az esztétikum is fontossá vált.
A fordulópontot a 19. század közepén megjelenő technikai képek, azaz gyakorlatilag a fotográfia megjelenése hozta. Itt már egyértelművé vált a fizikai kapcsolat a kép és készítője között. A fénykép valós bizonyítéka volt az egykor létezett személynek, tárgynak, megtörtént eseménynek. Először még festmény hatású fényképek készítésére törekedtek, ám az avantgárd korában (20. század eleje) felismerték a festészet és a fénykép közötti különbségeket, így ezentúl már a fotografikus hatás elérése volt a cél.